# Mildred, Texas
Mildred là một thị trấn thuộc quận Navarro, tiểu bang Texas, Hoa Kỳ. Năm 2010, dân số của thị trấn này là 368 người.

## Dân số
- Dân số năm 2000: 405 người.
- Dân số năm 2010: 368 người.